# Brogliano

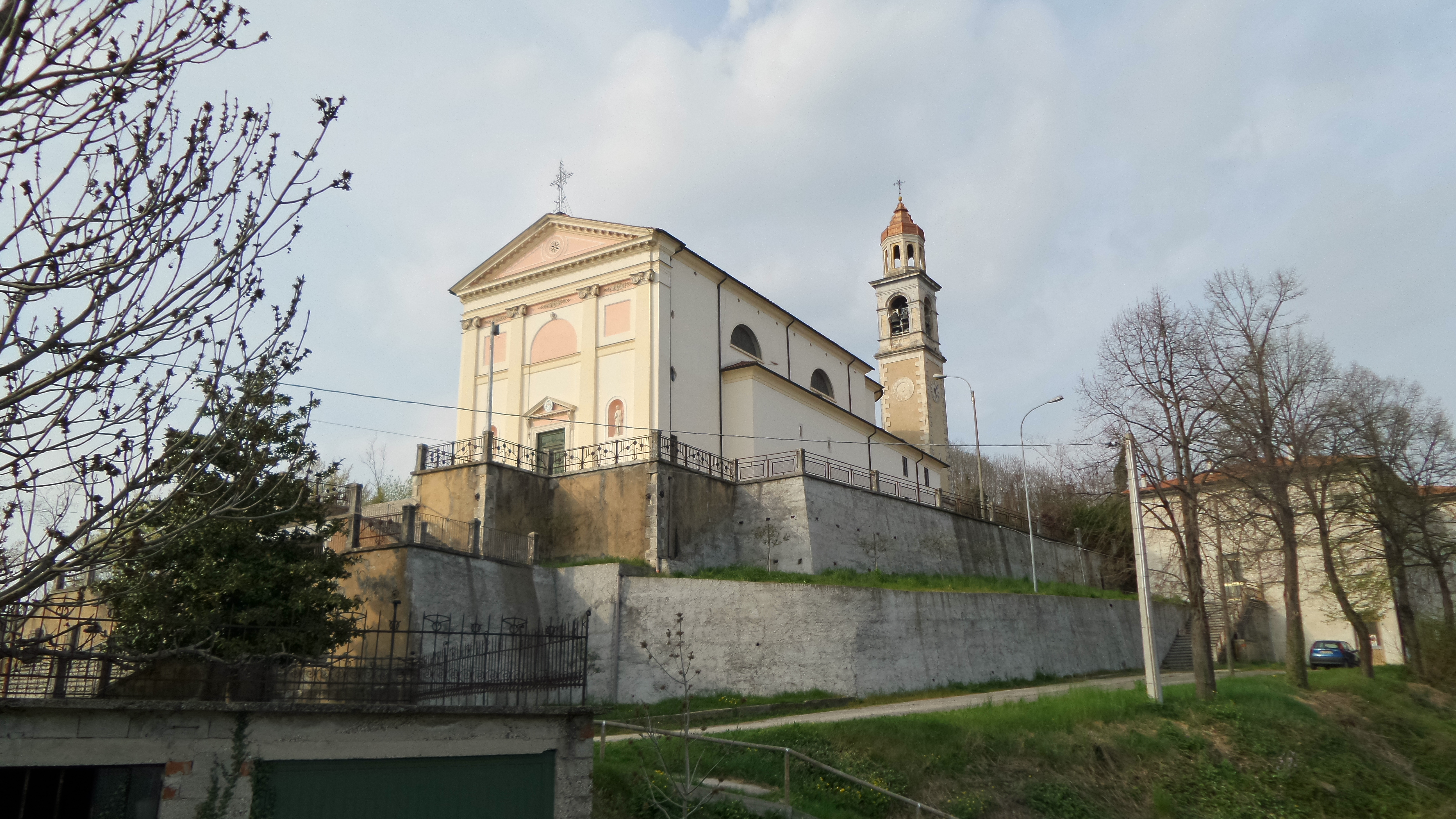
Chiesa Parrocchiale dei Ss. Lorenzo e Lucia della frazione di Quargnenta.

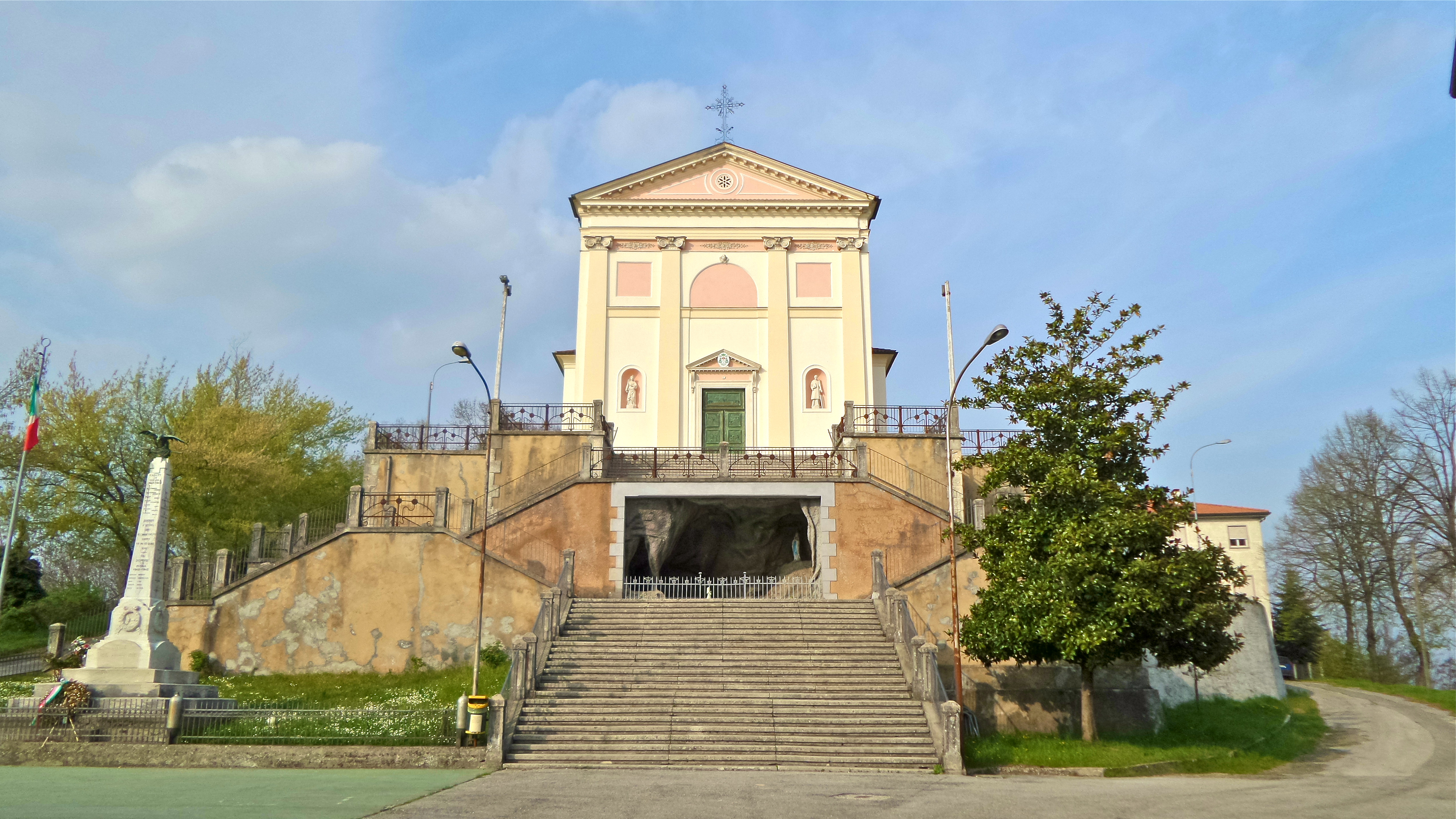
Chiesa Parrocchiale dei Ss. Lorenzo e Lucia della frazione di Quargnenta.

Brogliano (Brojàn in veneto) è un comune italiano di 4 034 abitanti della provincia di Vicenza in Veneto.

## Geografia fisica
Sorge sulla riva destra del fiume Agno, a ridosso delle colline che dividono la vallata con quella del Chiampo, con il centro lievemente rialzato rispetto al fondovalle
Il territorio comunale è il meno esteso dei comuni della vallata e ricopre una fascia che si sviluppa indicativamente in direzione est-ovest dal fondovalle al crinale collinare (fino a un'altitudine di circa 750 metri).
La popolazione, un tempo per di più rurale sulle numerose contrade sparse sulle colline, nella zona della frazione di Quargnenta, oggi si concentra per lo più nella nuova zona residenziale sviluppatasi nell'ultimo decennio. Brogliano è stato infatti caratterizzato da una forte immigrazione da parte dei comuni dell'alta valle e delle zone circostanti in quanto, pur non coinvolto in una situazione di vita cittadina caotica, è piuttosto centrale rispetto a numerosi servizi e ai maggiori centri della zona.

## Origini del nome
II toponimo Brogliano deriva probabilmente dal termine latino medioevale brolium = giardino, parco, bosco e fa riferimento ai possedimenti di un feudatario locale.

## Storia

### Epoca antica
Si può ipotizzare che, in epoca preromana, i primi abitanti del territorio di Brogliano, come di tutta la Valle dell'Agno, fossero gli Euganei che, tra l'inizio del IX secolo a.C. e la fine dell'VIII, vennero scacciati verso le valli montane dall'invasione dei Veneti, che provenivano dalla regione Danubiana.
Nel periodo imperiale è attestata la presenza romana, dopo il ritrovamento nel 1938 di una lapide presso l'antica cappella di San Martino, recante il nome del duumviro e edile Lucio Meio Cessesio e di sua moglie, della tribù Collina.

### Medioevo
Una chiesetta protocristiana dedicata a San Martino sorgeva in fondovalle sulla riva destra del fiume Agno. Probabilmente venne distrutta da un'alluvione poco dopo il Mille; quasi contemporaneamente anche il vico di San Martino venne abbandonato e gli abitanti si trasferirono poco più a sud, fondando l'attuale Brogliano. I ruderi di questo primo edificio vennero ritrovati nel 1938 in seguito allo spostamento delle acque del torrente.
Agli inizi del XIV secolo – contemporaneamente alla perdita d'importanza della pieve di Santa Maria di Montecchio Maggiore – Brogliano acquisì una sempre maggior importanza; pur non essendo ancora titolata come pieve, era retta da un archipresbyter e quindi le veniva riconosciuta una qualche funzione nell'organizzazione ecclesiastica della valle. Forse a quell'epoca fu eretta l'attuale chiesa di San Martino, che divenne la chiesa battesimale o matrice di tutta la contrada. Questo risulta anche dagli Statuti di questa villa – diventata quindi libero Comune – redatti il 16 aprile 1364 e conservati presso la Biblioteca civica Bertoliana di Vicenza. In questo documento è detto che Bartolomeo della Scala, allora signore del territorio vicentino, era tenuto a dare il sabato santo di ogni anno alla chiesa di San Martino un cero di quattro libbre.

### Epoca moderna
Nei secoli XV e XVI la chiesa di San Martino di Brogliano perdette questa importanza e al suo posto vennero elevate alla dignità di pieve San Clemente di Valdagno e Sant'Andrea di Trissino.
Verso la fine del Cinquecento il territorio di Brogliano fu acquistato dai conti Piovene, che ne rimasero feudatari fino alla caduta della Serenissima.

### Simboli
Lo stemma e il gonfalone sono stati concessi con regio decreto del 1º febbraio 1938.
Lo stemma rappresenta in campo azzurro, un castello turrito, di rosso, fondato sulla campagna di verde.
Il gonfalone è un drappo di azzurro.

## Monumenti e luoghi d'interesse

### A Brogliano

#### Pieve di San Martino
La Pieve di Brogliano dedicata a San Martino di Tours divenne, assieme ai santi Giorgio martire e Michele arcangelo, uno dei patroni del popolo dei Longobardi convertiti al cattolicesimo. Questa chiesa, la quale dista circa un chilometro dall'attuale centro del paese, si trova all'interno del Cimitero di Brogliano, alla base di un colle vicino al corso del torrente Agno e rappresenta la matrice di tutte le chiese della Valle e ne è la preziosa custode della presenza longobarda nella zona.
In un opuscolo curato dalla Parrocchia di Brogliano nel 2010 così vi si legge: "Nella prima organizzazione ecclesiastica del territorio vicentino, Brogliano e tutta la Valle dell'Agno sottostavano alla Pieve di Santa Maria di Montecchio Maggiore dalla quale si staccarono nel XIV secolo, quando la chiesa di san Martino fu elevata alla dignità pievana. Già dall'antichità si trovava circondata da un piccolo cimitero, luogo di sepoltura anche per le popolazioni al di fuori della vallata".
Sulla datazione dell'attuale chiesa pievana non vi è una certezza assoluta, ma con molta probabilità ve ne era un'altra prima dell'attuale fondata in periodo longobardo attorno al VII secolo, costruita molto vicina all'attuale argine del torrente Agno; durante un'alluvione avvenuta nell'aprile 1938, infatti, grazie all'uscita dell'Agno dal suo corso naturale, poche centinaia di metri dal sito dell'attuale chiesa, vennero alla luce - come spiega S. Fornasa nel suo testo Brogliano e Quargnenta. Due villaggi rurali della valle dell'Agno dalle origini al XV secolo" - "alcuni ruderi e la pavimentazione di un antichissimo luogo cristiano, corrispondente nella sua semplicissima struttura agli edifici sacri che fin dall'alto Medioevo costellarono anche il territorio vicentino: un'aula rettangolare orientata in direzione est-ovest, culminante in un'abside semicircolare". Inoltre venne ritrovato un frammento sicuramente longobardo raffigurante un guerriero armato di lancia, con una veste lunga fino alle ginocchia e i lunghi capelli divisi da una scriminatura centrale. Insieme con esso, nella chiesa è conservato un altro frammento raffigurante due pavoncelli che si abbeverano ad una coppa d'acqua, forse della stessa epoca.
Il vescovo di Vicenza, monsignor Michele Priuli, tenne la visita pastorale a Brogliano nel 1580 e in quella occasione - come troviamo ancora riportato dell'opuscolo sopra citato - lasciò un suo verbale in cui così si espresse: La chiesa "possiede due cappelle, delle quali la seconda sta per cadere in rovina". Queste espressioni del prelato, stando anche alla storia architettonica delle chiese nella diocesi berica, hanno indotto diversi studiosi ad anticipare di alcuni secoli la data della costruzione della chiesa per fissarla intorno ai secoli IX-X, ove anche nel territorio vicentino si era diffusa l'architettura delle chiese bi-absidate. Così troviamo ancora scritto nell'opuscolo edito dalla Parrocchia: "L'attuale San Martino sarebbe dunque stata costruita nel IX-X secolo, avrebbe subito una ristrutturazione in forme romaniche tra l'XI e il XII secolo e sarebbe stata oggetto, nei secoli successivi, di intrusioni di stile rinascimentale e barocco. Questa ipotetica ricostruzione storica è assai probabile; per confermarla con certezza sarebbe però necessaria un'indagine archeologica che potrebbe togliere tutte le riserve in merito. L'aula è rettangolare, a navata unica con abside semicircolare. L'impostazione dei muri è originale, mentre l'interno e l'abside hanno subito interventi in epoche posteriori".
L'esterno della chiesa è costituito da una muratura in sasso nero a faccia vista, mentre le parti di impianto (abside e navata) sono lavorate in modo grezzo e completate da elementi in cotto.
L'interno della chiesa è caratterizzato dalla presenza di alcuni elementi assai importanti e preziosi: l'acquasantiera in forma dodecadra, alcune lampade votive in bronzo, un altare in stile barocco dedicato alla Vergine Maria con una caratteristica statua della Madonna "vestita", un altro altare dedicato ad alcuni Santi monaci e un altare dedicato a Sant'Antonio di Padova realizzato in una cappella laterale a sinistra. L'altare Maggiore, ovviamente dedicato al Santo di Tours, custodisce al suo interno una tela raffigurante la scena in cui san Martino "taglia" il suo mantello per donarlo al povero; ai piedi della tela è conservato un prezioso tabernacolo in legno dorato del 1672. Il pavimento della pieve, rattoppato in diverse parti, è fondamentalmente in cemento e in alcune parti vi sono alcune lastre in pietra con incisioni tombali della Compagnia del Rosario (datata al 1655) e della famiglia Costantini (del 1522).
Alcuni studi recenti condotti sulle pareti della chiesa hanno fatto rinvenire alla luce tre affreschi: la Santissima Trinità, una Santa con in mano alcuni ramoscelli e alcune corone, un altro - il più rovinato a causa di una successiva apertura di una porta laterale - in cui si intravedono quattro figure con copricapi e una mano con le stigmate. La Trinità della Pieve di Brogliano, databile all'incirca nel periodo che va dal XIII secolo e la metà del XIV secolo, del modello occidentale della Trinitas in Cruce, è un'opera molto significativa poiché, dal suo stile e dai colori in essa impiegati, ha indotto diversi studiosi a collegarla alle opere di scuola giottesca. In essa, infatti, vi si vede il Padre - l'Eterno Amante e la fontalità della vita divina - in trono che sostiene il Figlio Crocefisso - l'Eterno Amato - e, dalla bocca del Padre, il dono dello Spirito Santo - l'Eterno Amore - che, rappresentato nella forma corporea di colomba, esce dalla bocca del Padre e raggiunge il Figlio. In quest'opera si può contemplare come il dramma del Figlio Crocefisso sia una storia d'Amore profondamente trinitaria e non solipsistica in cui l'Eterno Figlio di Dio soffre il dolore della Croce in perfecta solitudo.

#### Chiesa arcipretale-parrocchiale di San Martino
La chiesa parrocchiale-arcipretale di Brogliano, dedicata anch'essa al Vescovo San Martino di Tours, è un bell'esempio di architettura gotica; è a navata unica, con soffitto affrescato di blu con stelle dorate, e lateralmente son presenti due altari laterali: uno dedicato a Santa Maria Assunta (con statua lignea) e l'altro a Sant'Antonio di Padova. Nel centro del paese, infatti, accanto al campanile di Brogliano vi è la chiesa di Sant'Antonio, oggi sconsacrata ed adibita ad aula per incontri.

### Nella frazione di Quargnenta

#### Chiesa parrocchiale dei Santi Lorenzo e Lucia
Nella frazione si può visitare la chiesa parrocchiale dedicata ai Santi Lorenzo e Lucia, consacrata dall'allora vescovo di Vicenza mons. Antonio Feruglio il 18 novembre 1894. Essa è situata in alto sul Colle detto "del Castello" e realizzata sul luogo in cui sorgeva un'antica chiesa dedicata a Santa Lucia e realizzata in stile neo-classico; essa, da poco restaurata, è caratterizzata da un'unica navata e ha al suo interno 4 altari laterali: uno dedicato alla Beata Vergine Maria del Carmelo, uno al martire san Lorenzo, uno alla martire santa Lucia e uno a sant'Antonio di Padova. L'altare maggiore e il presbiterio, posizionati un poco più alti rispetto al livello dedicato all'assemblea, realizzato in marmo bianco e azzurro, è costituito dal Tabernacolo per la custodia eucaristica, da due Angeli posti ai lati del livello superiore e da un capitello centrale in cui un tempo veniva esposta il Ss. Sacramento per l'adorazione eucaristica. Nel presbiterio è possibile ammirare lo splendido lampadario che scende dall'arcata del soffitto, la cupola con al centro "l'occhio di Dio" simbolo della Ss.Trinità. All'interno della parrocchiale, inoltre, nel soppalco sopra il portale principale, è possibile ammirare lo splendido organo Zordan del 1861, da poco restaurato.

#### Chiesa di San Lorenzo al Cimitero
Presso il cimitero di Quargnenta, in via Duello (sulla strada che conduce verso il paese di Selva di Trissino), vi si trova una cappella dedicata al martire san Lorenzo, che secondo il giudizio di alcuni storici potrebbe essere l'antica chiesa parrocchiale del paese. All'interno della chiesa, a navata unica, non vi si trova più la statua lignea di san Lorenzo, ma quella della Beata Vergine Maria di Lourdes, perché traslata da alcuni anni presso uno degli altari dell'attuale parrocchiale.

## Società

### Evoluzione demografica
Abitanti censiti

## Infrastrutture e trasporti
Il trasporto pubblico a Brogliano è garantito da autocorse svolte dalla società Ferrovie e Tramvie Vicentine (FTV).
Fra il 1880 e il 1980 la città venne servita da una fermata posta sulla tranvia Vicenza-Valdagno-Recoaro Terme/Chiampo, gestita anch'essa dalle FTV.

## Amministrazione

### Sindaci dal 1946[13]
|                                                      | Giuseppe Castellan                       | Democrazia Cristiana | 1946-1956      | 1946   |
| 1951                                                 | Giuseppe Castellan                       | Democrazia Cristiana | 1946-1956      |        |
|                                                      | Giovanni Campanaro                       | Democrazia Cristiana | 1956-1960      | 1956   |
|                                                      | Giovanni Danetti                         | Democrazia Cristiana | 1960-1970      | 1960   |
| 1964                                                 | Giovanni Danetti                         | Democrazia Cristiana | 1960-1970      |        |
|                                                      | Luciano Lunardi                          | Democrazia Cristiana | 1970-1980      | 1970   |
| 1975                                                 | Luciano Lunardi                          | Democrazia Cristiana | 1970-1980      |        |
|                                                      | Antonio Morari                           | Democrazia Cristiana | 1980-1986      | 1980   |
| 1985                                                 | Antonio Morari                           | Democrazia Cristiana | 1980-1986      |        |
|                                                      | Pietro Cazzola                           | Democrazia Cristiana | 1986-1990      | (1985) |
|                                                      | Stefano Dambruoso                        | Democrazia Cristiana | 1990-1995      | 1990   |
| Sindaci eletti direttamente dai cittadini (dal 1995) |                                          |                      |                |        |
|                                                      | Giampaolo Lealini                        | Lega Nord            | 1995-1997      | 1995   |
|                                                      | Mariano Culotta (Commiss. straordinario) | -                    | 1997           | -      |
|                                                      | Pietro Cazzola                           | Centro-destra        | 1997-2006      | 1997   |
| 2001                                                 | Pietro Cazzola                           | Centro-destra        | 1997-2006      |        |
|                                                      | Santo Montagna                           | Centro-destra        | 2006-2016      | 2006   |
| 2011                                                 | Santo Montagna                           | Centro-destra        | 2006-2016      |        |
|                                                      | Dario Tovo                               | Centro-destra        | 2016-in carica | 2016   |
| 2021                                                 | Dario Tovo                               | Centro-destra        | 2016-in carica |        |

### Gemellaggi
- Alella